# Le Margnès
Le Margnès est une ancienne commune française, située dans le département du Tarn en région Occitanie.
Elle est, depuis le 1er janvier 2016, une commune déléguée de la commune nouvelle de Fontrieu.

## Géographie

### Localisation
Commune du Massif central située dans les monts de Lacaune.

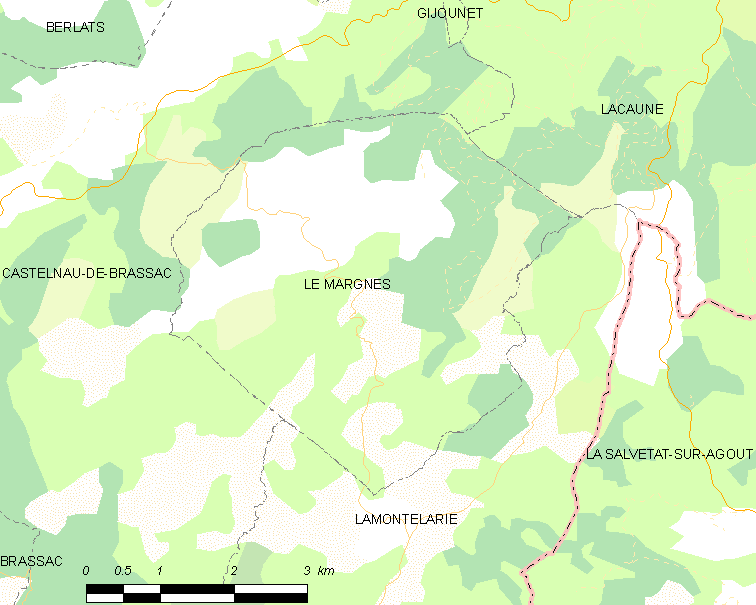
Carte

### Communes limitrophes
|                                 |              | Lacaune |
| Castelnau-de-Brassac (Fontrieu) | du Margnès   |         |
|                                 | Lamontélarié |         |

## Histoire
- 1789 : communauté du Margnès-d'Anglès, sénéchaussée de Carcassonne, diocèse de Saint-Pons; communauté du Margnès-de-Brassac, sénéchaussée de Castres, diocèse de Castres.

La paroisse du Margnès-d'Anglès est Sainte-Madeleine de la Grange.
- 1790 : commune du Margnès-d'Anglès, canton d'Anglès, district de Saint-Pons; commune du Margnès-de-Brassac, canton de Brassac, district de Lacaune.
- An V : le Margnès-d'Anglès est cédé au département du Tarn. Le canton d'Anglès est échangé avec le canton de Saint-Gervais.
- An X : commune du Margnès-d'Anglès, canton d'Anglès, arrondissement de Castres; commune du Margnès-de-Brassac, canton de Brassac, arrondissement de Castres.
- Loi du 17 juin 1846 : fusion des communes du Margnès-d'Anglès et du Margnès-de-Brassac.

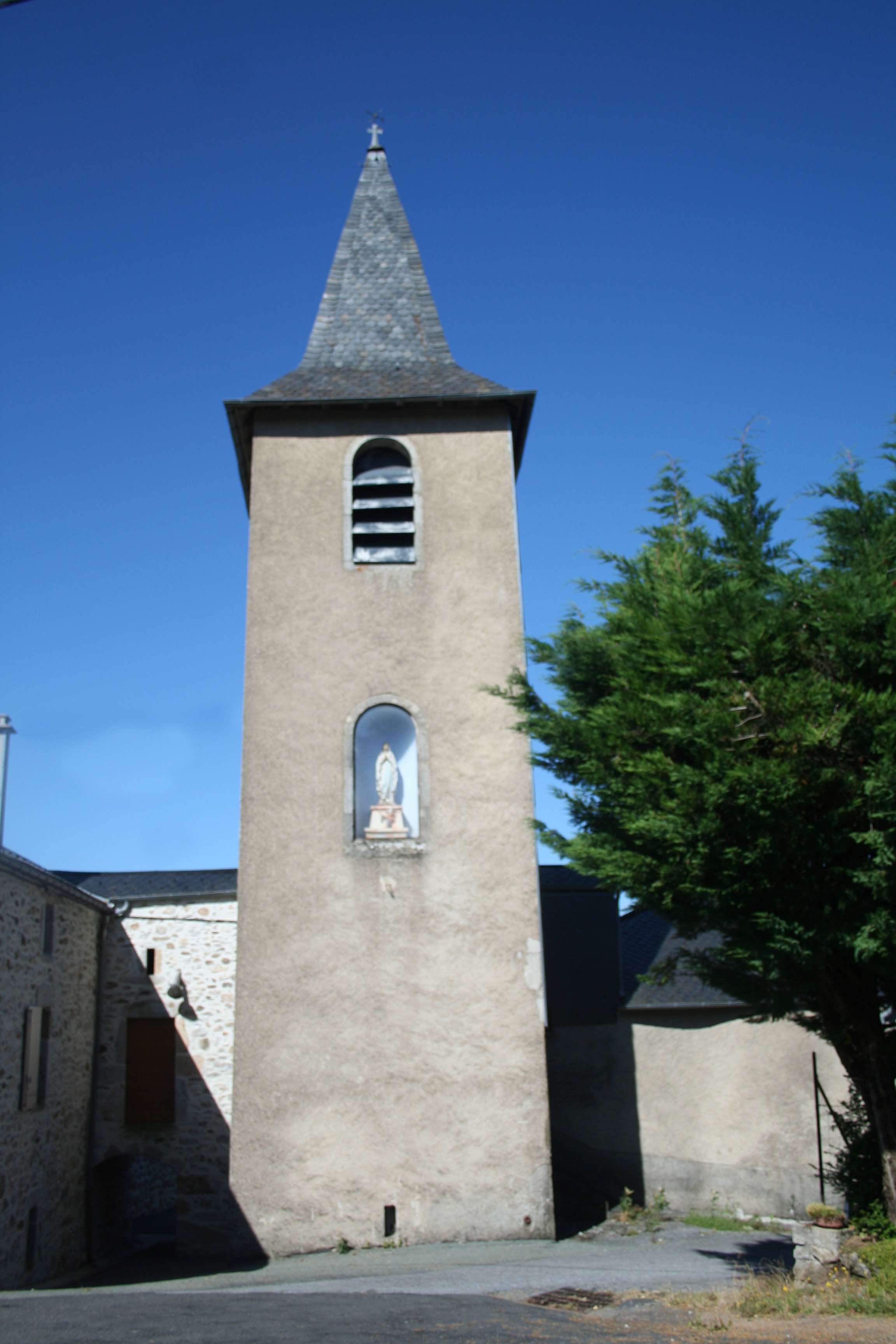
Église.

## Politique et administration
| Période                                  | Période   | Identité      | Étiquette | Qualité |
| ---------------------------------------- | --------- | ------------- | --------- | ------- |
| mars 2001                                | mars 2014 | Raymond Gau   |           |         |
| mars 2014                                | En cours  | David Escande |           |         |
| Les données manquantes sont à compléter. |           |               |           |         |

## Démographie
| 1793 | 1800 | 1806 | 1821 | 1831 | 1836 | 1841 | 1846 | 1851 |
| ---- | ---- | ---- | ---- | ---- | ---- | ---- | ---- | ---- |
| 210  | 202  | 253  | 241  | 293  | 339  | 318  | 499  | 535  |

| 1856 | 1861 | 1866 | 1872 | 1876 | 1881 | 1886 | 1891 | 1896 |
| ---- | ---- | ---- | ---- | ---- | ---- | ---- | ---- | ---- |
| 531  | 506  | 499  | 482  | 442  | 443  | 438  | 418  | 380  |

| 1901 | 1906 | 1911 | 1921 | 1926 | 1931 | 1936 | 1946 | 1954 |
| ---- | ---- | ---- | ---- | ---- | ---- | ---- | ---- | ---- |
| 350  | 328  | 302  | 270  | 260  | 226  | 212  | 202  | 155  |

| 1962 | 1968 | 1975 | 1982 | 1990 | 1999 | 2004 | 2009 | 2013 |
| ---- | ---- | ---- | ---- | ---- | ---- | ---- | ---- | ---- |
| 139  | 105  | 96   | 86   | 63   | 49   | 50   | 45   | 47   |

## Économie
Activités économiques basé sur l'élevage (bovins viandes et ovins lait) et la forêt (conifères et feuillus)
Depuis 2007 un parc éolien a été implanté sur les hauteurs de la commune ( Singladou), pour profiter d'une énergie abondante et inépuisable , le vent.

## Lieux et monuments

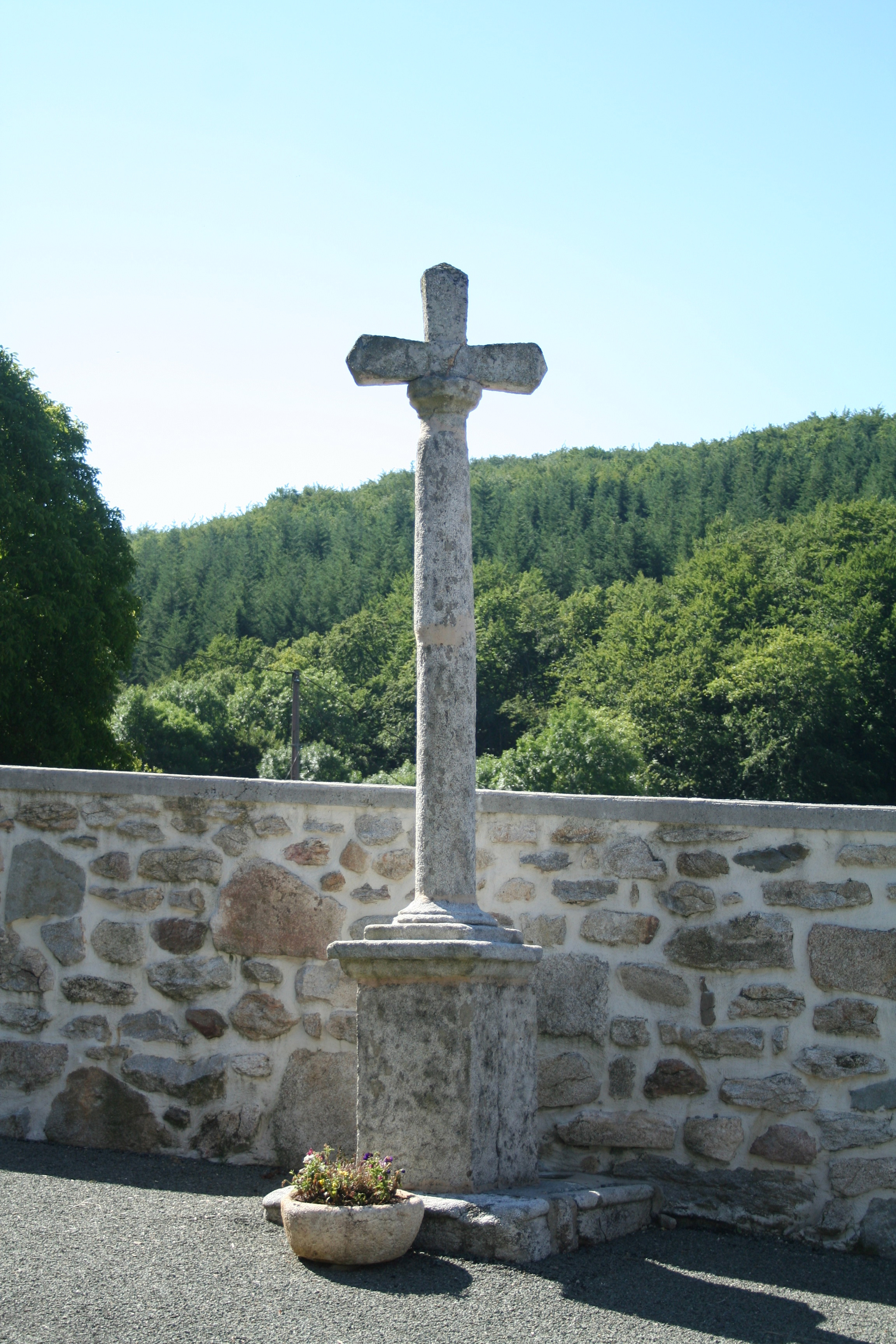
Croix.